# Robert Wise
Robert Wise (Winchester, Indiana, 10 de setembre de 1914 - Los Angeles, 14 de setembre de 2005) va ser un director, productor, escenògraf i muntador estatunidenc. El 1961, va codirigir amb el coreògraf Jerome Robbins la comèdia musical West Side Story, que es va emportar deu Oscars. Quatre anys més tard, va dirigir Somriures i llàgrimes, coronat amb cinc Oscars.

## Biografia

### Primers anys
Wise va néixer a Winchester (Indiana), el fill petit d'Olive R. (née Longenecker) i Earl W. Wise, un envasador de carn. Tenia un germà més gran, David. La família es va traslladar a Connersville, on Wise va assistir a escoles públiques. Quan era jove, el passatemps preferit de Wise era anar al cinema. Com a estudiant a l'escola secundària de Connersville, Wise va escriure columnes d'humor i esports per al diari de l'escola i va ser membre del personal de l'anuari i del club de poesia. Wise inicialment volia treure's la carrera de periodisme i després de graduar-se a l'escola secundària va assistir a la Universitat Franklin, una petita universitat d'arts liberals al sud d'Indianapolis, Indiana, amb una beca. El 1933, a causa de la mala situació financera de la família durant la Gran Depressió, Wise no va poder tornar a la universitat per segon any i es va traslladar a Hollywood per començar una carrera per tota la vida a la indústria cinematogràfica. El germà gran de Wise, David, que havia anat a Hollywood uns quants anys abans i treballava a RKO Pictures, va trobar al seu germà petit una feina com al departament de missatgeria de RKO. Wise va fer feines ocasionals a l'estudi abans de passar a l'edició.

### Inicis professionals
Wise va començar la seva carrera cinematogràfica a RKO com a editor de so i música. A la dècada de 1930, RKO era un estudi de pressupost amb "una forta ètica de treball" i "disposició a assumir riscos artístics", cosa que era afortunada per a un nouvingut a Hollywood com Wise. A RKO, Wise es va convertir en assistent de T.K. Wood, el cap de l'editor d'efectes de so de l'estudi. El primer crèdit de la pantalla de Wise va ser un tema curt de deu minuts anomenat A Trip through Fijiland (1935), que es va fer a partir d'imatges de RKO recuperades d'un llargmetratge abandonat.
A mesura que Wise va adquirir experiència, es va interessar més en l'edició de contingut de pel·lícules que no pas de so, i va anar a treballar per a l'editor de pel·lícules de RKO William "Billy" Hamilton. La primera pel·lícula de Wise com a ajudant de Hamilton va ser Winterset (1936) d'Alfred Santell. Wise va continuar treballant amb Hamilton en altres pel·lícules, com ara Dames de teatre (1937), Having Wonderful Time (1938) i La història de Vernon i Irene Castle (1939). A El geperut de Notre-Dame (1939) i La noia de la Cinquena Avinguda (1939), Hamilton i Wise, com a ajudant de muntatge de pel·lícules, van compartir crèdits de pantalla; va ser el primer crèdit de Wise en un llargmetratge. Els primers treballs d'edició de pel·lícules en solitari de Wise van ser Mare per força (1939) i La meva dona favorita (1939).
Orson Welles el va cridar per a Ciutadà Kane (1940) i Els magnífics Amberson (1942). La primera d'aquestes dues pel·lícules li val una nominació en els Oscars.

### Director i productor
Per a Wise, connectar amb l'espectador era la "part més important de fer una pel·lícula". Wise era conegut per la seva atenció als detalls i la preparació d'una pel·lícula. Per exemple, abans de dirigir Until They Sail (1957), ambientada a Nova Zelanda durant la Segona Guerra Mundial, Wise va viatjar a Nova Zelanda per entrevistar dones la vida de les quals era semblant a les retratades a la pel·lícula. L'atenció al detall de Wise també es va estendre a llocs estrangers. Mentre a Nova Zelanda investigava per a la pel·lícula, Wise també va buscar plans de fons per a la segona unitat de la pel·lícula, tot i que la pel·lícula principal es va rodar a la part posterior de la MGM a Califòrnia. També va rodar pel·lícules in situ, com ara Mystery in Mexico (1948), un thriller de pel·lícula B menor rodada a Ciutat de Mèxic.
Les pel·lícules de Wise sovint incloïen lliçons sobre tolerància racial. Per exemple, els nadius americans, els musulmans i els afroamericans van aparèixer a pel·lícules com Two Flags West (1950), This Could Be the Night (1957), Combat trucat (1949) i Un demà arriscat (1959). El Iang-tsé en flames (1966) presentava la història d'una parella biracial, i va incloure personatges jueus a Somebody Up There Likes Me (1956), The Day the Earth Stood Still (1951) i The House on Telegraph Hill (1951).
Va passar per casualitat a la direcció reemplaçant, el 1943, Gunther Von Fritsch en el rodatge La maledicció de la pantera mentre treballava per al productor de pel·lícules de terror de Hollywood Val Lewton. La pel·lícula, una "fantasia fosca sobre una nen solitària i el seu amic imaginari" ben rebuda, va ser una sortida de les pel·lícules de terror de l'època. En moltes de les pel·lícules de Wise, però especialment a La maledicció de la pantera, el melodrama utilitzava un nen vulnerable o un personatge infantil per desafiar un món adult fosc. Lewton va promoure Wise als seus superiors a RKO, començant una col·laboració que va produir la notable pel·lícula de terror Els lladres de cossos (1945), protagonitzada per Boris Karloff i Bela Lugosi. Wise va identificar la pel·lícula com a favorita personal i les seves crítiques entusiastes també van ajudar a establir la seva carrera com a director.
Entre La maledicció i Snatcher, Wise va dirigir Mademoiselle Fifi (1944), una adaptació de dos contes de Guy de Maupassant que exploraven el costat més fosc de l'home amb un subtext polític. La perspectiva feminista de Fifi i una seqüència de persecució memorable van ajudar a convertir-la en una "foto de plantilla per a Wise". Wise també va dirigir cinema negre, entre ells el clàssic de Lawrence Tierney Born to Kill (1947) i Blood on the Moon (1948), un western noir protagonitzat per Robert Mitchum com a vaquer que incloïa seqüències nocturnes memorables.
La seva darrera pel·lícula per a RKO Combat trucat (1949) va ser una pel·lícula de boxa realista en què Wise va retratar l'esport com a cruel i explotador. La pel·lícula també incloïa escenes de lluita coreografiades i va "establir el llistó" per a altres pel·lícules de lluita. La pel·lícula va guanyar el Premi de la Crítica al Festival de Cannes. L'ús de Wise i la menció del temps en aquesta pel·lícula tindria ressò en pel·lícules posteriors de cinema negre com ara Atracament perfecte (1956) de Stanley Kubrick i Pulp Fiction (1994) de Quentin Tarantino.
El 1951, realitzà The Day the Earth Stood Still, paràbola sobre la proliferació de les armes nuclears i, el 1958, una pel·lícula sobre la vida de la primera dona que va ser executada als Estats Units: Vull viure, que es defineix com una crítica a la pena de mort. La pel·lícula li permet ser nominat per l'Oscar al millor director per primera vegada.
El 1961, produí i codirigí amb el coreògraf Jerome Robbins el drama musical West Side Story en el qual s'encarregà de l'escenificació de les seqüències parlades, cantades i no ballades (Robbins s'ocupa de la part musical i de les escenes amb coreografies). La pel·lícula ressuscita la comèdia musical hollywoodienca considerada morta des de Les Girls de George Cukor el 1957. Triomf internacional, West side story obté deu Oscars entre els quals els de millor pel·lícula i de millor realització. Quatre anys més tard, el 1965, Wise es reenganxa amb l'èxit mundial gràcies a Somriures i llàgrimes, altra pel·lícula musical, adaptació del llibre autobiogràfic de Maria Augusta Trapp. La pel·lícula superà Allò que el vent s'endugué en entrades venudes. Cinc Oscars entre els quals el de la millor pel·lícula i del millor director van confirmar aquest nou triomf públic i comercial. Mentre, el cineasta havia posat en escena el que és encara avui considerat com una obra mestra del cinema fantàstic: The Haunting el 1963.
La seva carrera, 57 anys de treball, és eclèctica: pel·lícules de catàstrofes, històries d'amor, drames, westerns, pel·lícules policíaques, comèdies musicals, pel·lícules fantàstiques i pel·lícules de ciència-ficció. En total, 40 pel·lícules que han marcat en graus diversos la història del cinema. Fins i tot al crepuscle de la seva carrera, és implicat en la producció de pel·lícules en DVD, anant fins a les seves promocions.
Home dels estudis, va treballar amb diferents actors prestigiosos: Robert Mitchum, Richard Widmark, Robert Ryan, Susan Hayward, Barbara Stanwyck, Burt Lancaster i Paul Newman.

### Darrers anys
Wise, un liberal de tota la vida, va contribuir a organitzacions benèfiques, inclosa la Unió Americana per les Llibertats Civils, i va establir la Fundació Robert E. Wise per oferir assistència financera a causes a l'àrea de Los Angeles. Els papers privats de Wise es troben a la Universitat del Sud de Califòrnia.
A mesura que la carrera de director de Wise s'anava alentint, va tenir un paper més actiu en el suport a la indústria cinematogràfica. Es va convertir en governador de l'Acadèmia d'Arts i Ciències Cinematogràfiques el 1966 i va exercir durant 19 anys fins a convertir-se en president a partir de 1985 fins al 1988. Anteriorment havia estat president del Sindicat de Directors d'Amèrica de 1971 a 1975. També va formar part del Consell de Síndics de l'American Film Institute i va presidir el seu Centre d'Estudis Cinematogràfics Avançats. Wise va ser nomenat president del comitè de projectes especials del Sindicat de Directors el 1980, organitzant la celebració del seu cinquantè aniversari a Nova York el 1986. A més, Wise va ser un membre destacat del Consell Nacional de les Arts i les Ciències, el Departament de Cinema del Museum of Modern Art de Nova York i el Motion Picture Country House and Hospital.
Durant les dècades de 1980 i 1990, Wise va formar part del consell assessor del National Student Film Institute.

### Vida personal
El 25 de maig de 1942, Wise es va casar amb l'actriu Patricia Doyle. Durant la seva llarga vida junts, Wise i la seva dona van gaudir d'entretenir i viatjar, abans de morir de càncer el 22 de setembre de 1975. La parella va tenir un fill, Robert, que es va convertir en ajudant de càmera. El 29 de gener de 1977, Wise es va casar amb Millicent Franklin. Millicent va morir el 31 d'agost de 2010 a Los Angeles.
Wise tenia un ampli bungalow al solar d'Universal Studios i posseïa una casa de platja moderna a Califòrnia. Va continuar projectant pel·lícules per gaudir personalment i va prendre decisions de "tall final" sobre les seves pel·lícules.
Wise va patir un atac de cor i va ser traslladat d'urgència al UCLA Medical Center, on va morir d'una insuficiència cardíaca el 14 de setembre de 2005, quatre dies després del seu 91è aniversari.

### Reconeixements
Va obtenir quatre Oscars: dos per a West Side Story i dos per a Somriures i llàgrimes, les dues vegades per a la millor pel·lícula i el millor director. El 1967, també va rebre el Premi Irving G. Thalberg de l'Acadèmia de les Arts i les Ciències Cinematogràfiques per al conjunt de la seva carrera. Va ser president de l'Acadèmia entre 1985 i 1988.

## Filmografia
| - 1943: La maledicció de la pantera (The Curse of the Cat People) - 1944: Mademoiselle Fifi - 1945: Els lladres de cossos (The Body Snatcher) - 1945: Joc amb la mort - 1946: Criminal Court - 1946: Born to kill - 1948: Sang a la lluna (Blood on the Moon) - 1949: Combat trucat (The Set-Up) - 1950: Three Secrets - 1950: Two flags west - 1951: House on Telegraph Hill - 1951: El dia que la Terra s'aturà - 1952: La ciutat captiva (The Captive City) - 1953: The Desert Rats - 1953: Destination Gobi - 1953: So Big - 1954: Executive Suite - 1956: Helena de Troia (Helen of Troy) - 1956: Tribute to a Bad Man | - 1956: Somebody Up There Likes Me - 1957: This Could Be the Night - 1957: Until They Sail - 1958: Torpede (Run Silent, Run Deep) - 1958: Vull viure (I Want to Live!) - 1959: Un demà arriscat (Odds Against Tomorrow) - 1961: West Side Story - 1962: Two for the Seesaw - 1963: The Haunting - 1965: Somriures i llàgrimes (The Sound of Music) - 1966: El Iang-tsé en flames (The Sand Pebbles) - 1968: Star! - 1971: The Andromeda Strain - 1975: The Hindenburg - 1977: Les dues vides d'Audrey Rose (Audrey Rose) - 1979: Star Trek: La pel·lícula (Star Trek: The motion picture) - 1989: East side - 2000: A Storm in Summer |

## Premis i nominacions

### Premis
- 1962 Oscar al millor director per West Side Story amb Jerome Robbins
- 1962 Oscar a la millor pel·lícula per West Side Story
- 1966 Oscar al millor director per Somriures i llàgrimes
- 1966 Oscar a la millor pel·lícula per Somriures i llàgrimes
- 1967 Premi Irving G. Thalberg

### Nominacions
- 1942 Oscar al millor muntatge per Citizen Kane
- 1959 Oscar al millor director per Vull viure
- 1967 Oscar a la millor pel·lícula per El Iang-tsé en flames